# Pâine

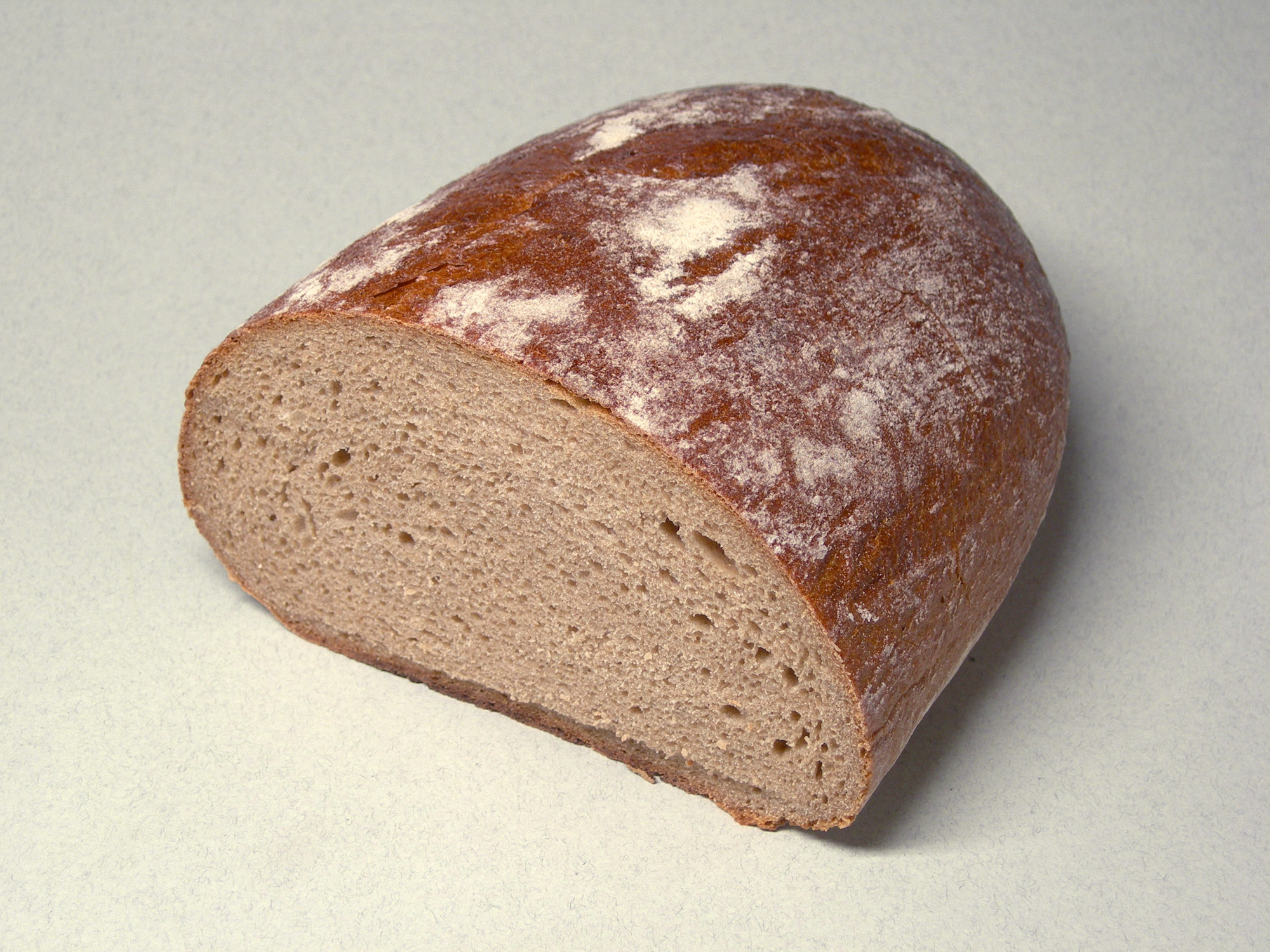
Pâine neagră

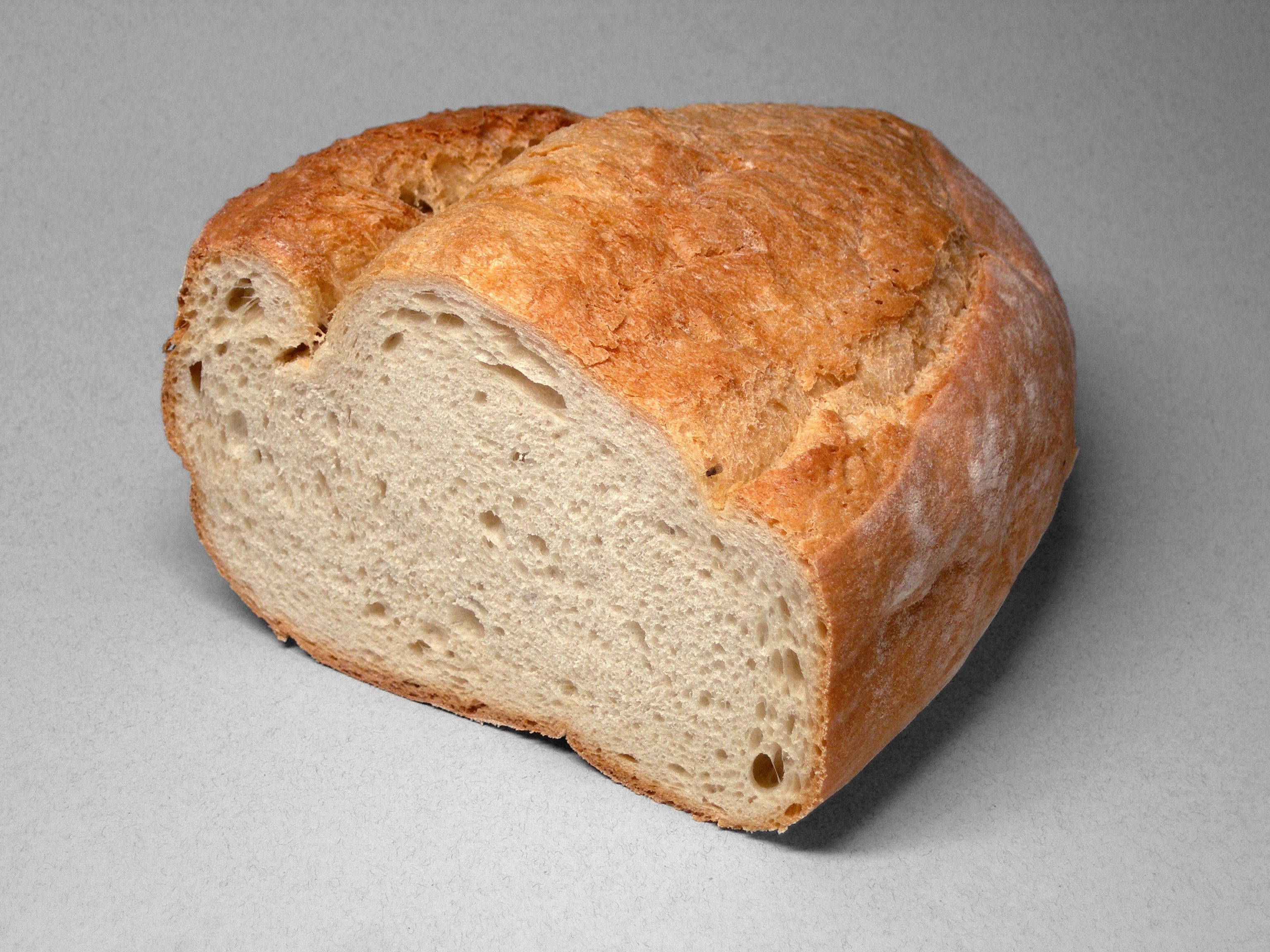
Pâine albă

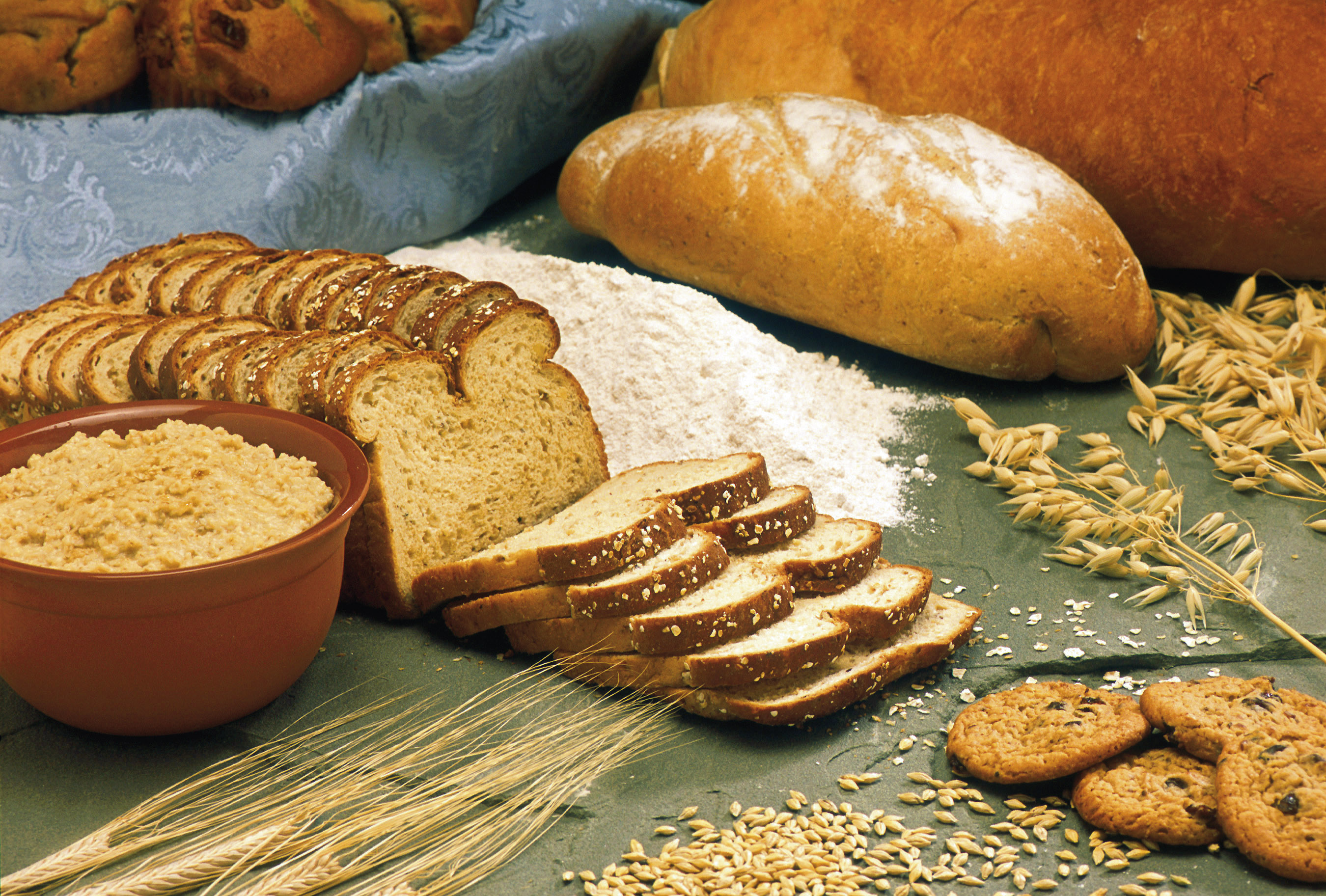
Varietăți de pâine

Pâinea este un aliment de bază produs prin coacerea aluatului obținut din făină amestecată cu apă și drojdie, adăugându-se, de la caz la caz, diferite ingrediente în funcție de categoria pâinii obținute. Aceste categorii de pâine diferă după regiune; astfel în Germania este consumată mai mult pâinea neagră, pâinea obținută din orz, pe când în Franța bagheta, pâinea albă și franzela erau cele mai apreciate.
Alte produse de panificație sunt covrigii.

## Componență
Pâinea este un produs copt în cuptor, alcătuit din aluat, drojdie și alte ingrediente care dau pâinii un gust și aromă mai plăcută, sau care împiedică în timpul procesului de coacere să se formeze o crustă prea tare la suprafața pâinii.
Cerealele măcinate folosite mai frecvent la producerea făinii pentru pâine sunt grâul și orzul. În perioada de sărăcie, foamete, s-a amestecat făina de cereale cu făină de mazăre, de fasole, de cartofi (mucegăia pâinea mai repede), sau de ghindă (din cauza taninului împrumuta un gust amar pâinii). În aceste timpuri grele, în Germania se recurgea pe piață la falsificarea făinii de cereale prin amestecare cu gips sau rumeguș de lemn.

## Istoric
Pâinea este una dintre cele mai vechi preparate alimentare. Dovezile din Europa de acum 30 000 de ani au evidențiat reziduuri de amidon pe roci folosite pentru a bate plantele. Este posibil ca în acest timp, extractul de amidon de la rădăcini de plante, cum ar fi cattails și ferigi, să se răspândească pe o stâncă plată, plasată peste foc și fiartă într-o formă primitivă de flatbread. Cele mai vechi dovezi ale producției de pâine din lume au fost găsite într-un sit Natufian de 14.500 de ani în deșertul de nord-est al Iordaniei.  Aproximativ 10.000 î.Hr., cu zorii vârstei neolitice și răspândirea agriculturii, boabele au devenit stâlpul de a face paine. Sporii de drojdii sunt omniprezenți, inclusiv pe suprafața boabelor de cereale, astfel încât orice aluat rămâne la odihnă în mod natural. 
Au fost disponibile mai multe surse de îndulcire pentru pâinea timpurie. Drojdiile din aer pot fi exploatate lăsând aluatul nepregarnitat expus la aer pentru o perioadă de timp înainte de gătire. Pliniu cel Bătrân a raportat că galii și iberienii au folosit spuma degresată de bere numită barm pentru a produce "un fel de pâine mai ușoară decât alte popoare", cum ar fi tortul de barman. Părți ale lumii antice care au băut vin în loc de bere au folosit o pastă compusă din suc de struguri și făină care a fost lăsată să înceapă fermentarea sau tărâțe de grâu îmbibate în vin, ca sursă de drojdie. Cea mai obișnuită sursă de înălbire a fost să păstreze o bucată de aluat din ziua precedentă ca o formă de starter sourdough, așa cum a raportat și Pliny.
Procesul de pâine Chorleywood a fost dezvoltat în 1961; utilizează operația mecanică intensă a aluatului pentru a reduce dramatic perioada de fermentație și timpul necesar pentru a produce o pâine. Procesul, a cărui amestecare de înaltă energie permite utilizarea de cereale cu conținut scăzut de proteine, este acum utilizat pe scară largă în întreaga lume în fabrici mari. Ca rezultat, pâinea poate fi produsă foarte rapid și cu costuri reduse producătorului și consumatorului. Cu toate acestea, au existat unele critici privind efectul asupra valorii nutritive.

## În România
În anul 2014, în România, piața de panificație era estimată la vânzări anuale de peste 2 milioane de tone și aproximativ un miliard de euro.